# Universitat d'Al-Aqsa
La Universitat d'Al-Aqsa (àrab: جامعة الأقصى, Jāmiʿat al-Aqṣà) és una universitat palestina fundada el 1991 a Gaza com la primera institució d'educació superior de la Franja de Gaza.
L'any 1955, mentre la Franja de Gaza encara estava sota administració egípcia, es va fundar una escola de magisteri. L'escola es va convertir en una facultat d'educació el 1991. L'any 2002, aquesta facultat va prendre el nom d'Al-Aqsa després de ser transformada en universitat.
La universitat s'estén en dos campus: el primer, situat al recinte de Khan Yunis, acull 6.000 estudiants. El segon, situat a l'antic lloc de l'assentament israelià de Neveh Dekalim, acull prop d'11.000 estudiants.